# Ryōtarō Okiayu
Ryōtarō Okiayu (置鮎 龍太郎 Okiayu Ryōtarō?,  Kitakyushu, Prefectura de Fukuoka, 17 de noviembre de 1969) es un actor de voz japonés, afiliado a Aoni Production. Algunos de sus papeles más destacados incluyen el de Byakuya Kuchiki en Bleach, Toriko en la serie honónima, Kunimitsu Tezuka en The Prince of Tennis, Hisashi Mitsui en Slam Dunk, Shigure Sohma en Fruits Basket (2001), Zero en Mega Man X, Treize Khushrenada en Mobile Suit Gundam Wing, Kizaru en One Piece (desde el ep. 881-), Yū Matsuura en Marmalade Boy, Dark en DN Angel, Zhuge Kongming en Paripi Kōmei, Kokushibo en Kimetsu no Yaiba, entre otros. 
Okiayu es uno de los actores de voz japoneses más famosos y populares de los últimos años, además de ser toda una autoridad en el mundo de la actuación de voz.

## Biografía
Okiayu nació el 17 de noviembre de 1969 en la ciudad de Kitakyushu, Fukuoka. Vivió muchos años en Osaka, por lo que es capaz de hablar el dialecto de Kansai sin problemas. Se graduó de la Osaka-fu Ritsu Abeno Koutou Gakkou y posteriormente se trasladó a Tokio, donde reside actualmente. 
Su debut como actor de voz se produjo en 1989, con la serie de anime Dragon Quest. De ahí en adelante, su éxito fue en aumento y en pocos años se convirtió en un actor de voz reconocido, participando en series importantes y populares. Su trabajo no se limitó solo a anime, pronto comenzó a trabajar en CD dramas, videojuegos y doblajes al japonés para películas y series extranjeras, y a interpretar las canciones para sus personajes. También se convirtió en cantante. En 1996, lanzó su primer CD en solitario, llamado "Day After Day", aunque ya desde 1992 había lanzado sencillos y miniálbumes dentro del contexto de las series en las que estaba trabajando. En 1999, lanzó el disco "Sora no Ashiato", como parte de una serie de álbumes producidos por la revista Animage. Posteriormente, en 2000, lanzó el álbum "Time Capsule 3″, en el que no solo cantaba sino también tenía unos tracks de drama, además de las versiones karaoke de los temas.
En 1995, se unió a la famosa unit E.M.U. (abreviatura de "Entertainment Music Unit"), en la que tuvo como compañeros a Hideo Ishikawa, Hikaru Midorikawa, Nobutoshi Canna y Daisuke Sakaguchi. Esta unit fue muy exitosa, lanzando al mercado un total de 10 álbumes, 13 singles y realizando al menos 6 conciertos, más una infinidad de presentaciones menores. En 2000, después de cinco años de éxito, decidieron separarse. Alrededor del año 2002, formó parte de la unit Tea-Cups junto a Hideo Ishikawa, Sara Nakayama, Junko Noda, Kaya Matsutani y Yukana. Y luego, tras comenzar su participación en Tenisu No Oujisama, Ryoutarou fue invitado a participar de varias units (Aozu, Megane’s, GIGS, Ikemen Samurái) con las que ha realizado varios singles e interpretado innumerables canciones para la serie. En éstas sigue participando hasta el día de hoy.
Okiayu ha asumido algunos de los papeles de los difuntos Kaneto Shiozawa, Kazuyuki Sogabe, Tsuyoshi Takishita y Unshō Ishizuka. Desde 2016, también trabaja como actor de teatro en la compañía de teatro Hero Hero Q Company. En 2023, Okiayu recibió el premio al Mejor Actor de Reparto en los 17th Seiyu Awards.

## Vida personal
Okiayu estuvo casado durante algunos años con la también actriz de voz Naomi Nagasawa, con quien tuvo una hija. En 2013, contrajo matrimonio con Ai Maeda.

## Filmografía

### Anime
- .hack//Roots (Sakisaka, Seisaku)
- Ao no Exorcist (Igor Negaus)
- Black Clover (Heath Grice, Gadjah)
- Bleach (Byakuya Kuchiki)
- Bobobo-bo Bo-bobo (Tsuru Tsururina the III)
- Boku wa Tomodachi ga Sukunai (Pegasus Kashiwazaki)
- Burn up Excess y Burn up W (Yuji Naruo)
- Busō Renkin (Mita)
- Captain Tsubasa: Road to 2002 (Munemasa Katagiri)
- Clannad (Akio Furukawa)
- D.Gray-man (Reever Wenhamm)
- D.N.Angel (Dark Mousy)
- Date A Live (Isaac Ray Pelham Westcott)
- Detective Conan (Subaru Okiya)
- Di Gi Charat (Takuro Kimura/Mr.Longhair)
- Digimon Adventure (Devimon) (2020)
- Digimon Frontier (RhodoKnightmon)
- Dr. Slump (Dr. Mashirito; Tsukutsun Tsun) (1997)
- Dragon Ball Super (Dr. Mashirito)
- El Hazard (Katsuhiko Jinnai)
- Erementar Gerad (Wolx Hound)
- Excel Saga (Toru Watanabe)
- Fire Emblem (Abel)
- Flame of Recca (Kurei)
- Fruits Basket (Shigure Sohma)
- Fujimi Orchestra (Morimura Yuki)
- Fullmetal Alchemist (Scar)
- Futari wa Pretty Cure (Chutaro)
- Future GPX Cyber Formula (Franz Heinel)
- Gakuen Heaven (Shinomiya Kouji)
- Getter Robo Arc (Emperor Gore III)
- Girls Bravo (Kazuharu Fukuyama)
- Gravitation (Claude "K" Winchester)
- Gundam SEED y Gundam SEED Destiny (Andrew Waltfeld)
- Gundam Wing (Treize Khushrenada)
- Gundam 00 (Bring Stabity y Divine Nova)
- Harukanaru Toki no Naka de Hachiyō Shō (Akram)
- Here is Greenwood (Masato Ikeda)
- Jibaku Shōnen Hanako-kun (Kodama)
- Jigoku Sensei Nūbē (Meisuke Nueno/Nübē)
- Jungle Wa Itsumo Hare Nochi Guu (Asio)
- Keppeki Danshi! Aoyama-kun (Aoyama-kun)
- Kimetsu no Yaiba (Kokushibo)
- Kinnikuman Nisei (Kevin Mask)
- Kizuna (Samejima Ranmaru)
- Koutetsu Sangokushi (Kiso Motoaki)
- Kowloon Generic Romance (Miyuki Hebinuma)
- Kuroko no Basket ( Nijimura Shūzō)
- Legend of the Galactic Heroes (Emil von Seclä)
- Love Hina y Love Hina Again (Kentaro Sakata)
- Magic Knight Rayearth (Inouva)
- Mahō Sentai Magiranger (Cyclops)
- Marmalade Boy (Yuu Matsuura)
- Marginal Prince (Joshua Grant)
- Miracle Train (Rintaro Shinjuku)
- Nadesico (Nagare Akatsuki)
- Nanatsu no Taizai (Helbram) (Humano)
- Naruto (Aoi Rokusho)
- Nintama Rantarou (Isaku Zenpouji)
- Nobunaga no Shinobi (Matsudaira Motoyasu)
- Nobunaga no Shinobi: Ise Kanegasaki-hen (Tokugawa Ieyasu)
- Noragami (Ebisu)
- Okane ga nai (Toranosuke Gion)
- Onegai My Melody (Usamimi Kamen)
- One Piece (Kaku, Kizaru, (ep. 881-)) (En reemplazo de Unshō Ishizuka)
- Oroka na Tenshi wa Akuma to Odoru (Zwei)
- Paripi Kōmei (Zhuge Kongming)
- Please Save My Earth (Issei)
- Project ARMS (Keith Black)
- The Prince of Tennis (Kuminitsu Tezuka, Ichiuma Kita)
- Rikei ga Koi ni Ochita no de Shōmei Shite Mita (Profesor Ikeda)
- Ring ni kakero (Kensaki Jun)
- Recorder to Randoseru  (Atsushi Miyagawa)
- Rock Man (Protoman)
- Romeo x Juliet (Tybalt)
- Rurouni Kenshin (Han'nya) (2023)
- Sailor Moon (Yuuji (2), Achiral (81), y George (108))
- Sailor Moon SuperS (Ojo de Tigre)
- Saint Seiya: La Saga de Hades (Saga y Kanon de Géminis)
- Sekaiichi Hatsukoi (Asahina Kaoru)
- Shaman King (Boris Tepes Dracula) (2021)
- Shining Tears X Wind (Saionji Haruto)
- Shūmatsu no Izetta (Herrmann)
- Sister Princess (anime) (Akio Yamagami)
- Slam Dunk (Mitsui Hisashi)
- Sorcerous Stabber Orphen (Hartia)
- Sukisho (Kai Nagase)
- Super Robot Wars Original Generation: The Animation y Super Robot Wars Original Generation: Divine Wars (Raidiese F. Branstein)
- Tayutama (Sankuro Kaname)
- Tekkaman Blade II (David Krugel/Tekkaman Sommer)
- Toriko (Toriko)
- Transformers Superlink (Rodimus Convoy)
- Weiss Kreuz (Brad Crawford)
- Yes! Pretty Cure 5 Go Go! (Mucardia)
- Yu-Gi-Oh! (Hiroto Honda) (1998)
- Konjiki no Gash Bell!! (Vincent Bari y Seitaro Takamine)

### Videojuegos
- Animamundi: Dark Alchemist (Georik Zaberisk)
- Captain Tsubasa: Dream Team (Ryoma Hino)

- Castlevania: Symphony of the Night, Castlevania: Aria of Sorrow y Castlevania: Dawn of Sorrow (Alucard)
- Castlevania: Aria of Sorrow y Castlevania: Dawn of Sorrow (Alucard)
- Dirge of Cerberus: Final Fantasy VII (Nero)
- Dragon Ball Xenoverse (San Xing Long (Dragón de 3 estrellas))
- Eternal Arcadia (Alfonso)
- Granado Espada (Version Japonesa) (Mago Masculino)
- Growlanser y Growlanser II: The Sense of Justice (Ernest Lyell)
- Harukanaru Toki no Naka De (Akram)
- Kessen III (Oda Nobunaga)
- Kingdom Hearts II (Setzer Gabbiani)
- Kingdom Hearts Birth by Sleep (Terra)
- Kingdom Hearts III (Terra)
- Langrisser IV y Langirsser V (Randius)
- Lunar: Eternal Blue y Lunar 2: Eternal Blue (Ronfar)
- Serie de Mega Man X (Zero)
- Marvel vs. Capcom 3: Fate of Two Worlds/Ultimate Marvel vs. Capcom 3 (Zero)
- Rock Man 8: Metal Heroes (Blues)
- Rock Man X4 (Zero)
- Rock Man X5 (Zero)
- Rock Man X6 (Zero)
- Rock Man X7 (Zero)
- Rock Man X8: Paradise lost (Zero)
- Rock Man X command mission (Zero)
- Metal Gear Solid 2: Sons of Liberty (Vamp)
- Musou Orochi (Orochi)
- Namco X Capcom (Captain Commando y Taira No Kagekiyo)
- Prince of Tennis (Kunimitsu Tezuka)
- Rival Schools (Roy Bromwell)
- Saint Seiya: Chapter-Sanctuary (Saga de Géminis)
- Saint Seiya: The Hades (Saga de Géminis & Kanon de Géminis)
- Samurai Warriors 2 Xtreme Legends (Chōsokabe Motochika)
- Sengoku Basara 2 (Toyotomi Hideyoshi)
- Shining Force III (Synbios and Julian)
- Shining Force Neo (Baron)
- Super Robot Wars (Raidiese F. Branstein)
- Tales of Destiny (Dymlos and Miktran)
- Tales of Destiny 2 (Dymlos)
- Tales of Xillia (Gaius)
- Tales of Xillia 2 (Gaius)
- Tatsunoko vs. Capcom: Ultimate All Stars (Zero)
- Tokimeki Memorial 1st love plus (Kijio Madoka)
- Tekken 5 (Lee Chaolan)
- Xenogears (Krelian)

### Drama CD
- Samurai Deeper Kyo (Yuan)
- Rockman Kiki Ippatsu!! (Blues)
- Okane ga nai (Toranosuke Gion)

### Tokusatsu
- Mirai Sentai Timeranger (Puerta de ingeniero informático)
- Shuriken Sentai Ninninger (Mangetsu Kibaoni)

### Doblaje
- Battleship (Alex Hopper)
- Castlevania (Trevor Belmont)
- Hellboy (John Thaddeus Myers)
- Scream 3 (Roman Bridger)